# Коллаж (альбом)
«Коллаж» (также известен как «Нон-стоп») — альбом российского и советского певца и музыканта Сергея Минаева, записанный в 1986 году. Долгое время распространялся на магнитных лентах, впервые официально издан в формате ЦД в 2013 году.

## История создания
Будучи студентом ГИТИСа, Минаев работал по вечерам диск-жокеем в МЭИ, МАИ на различных столичных площадках (Парк им. Горького, Сад Эрмитаж, Сад им. Баумана), а также для иностранных туристов в отелях Москвы. Директор студии Муслима Магомаева Владимир Ширкин пускал Сергея «по блату», где тот трудился над записями совместно с Игорем Замараевым, своим однокурсником. Для записи использовался Yamaha PSR 70 («жуткая балалайка»), на который накладывали барабаны Tama и акустическую гитару. Сведённый материал (38 скорость, 2 дорожки) переписывали на бобину (19 скорость, 4 дорожки) и отдавали распространителям подпольных магнитозаписей, которые зарабатывали на продажах намного больше распространяемых артистов.

«Записывая альбом, я меньше всего думал о концертах и заработках. Само попадание в студию для записи было вершиной моих желаний. Что мне было делать с этими песнями, сколько я на этом заработаю — меня волновало меньше всего. Я искал себя… С каждой новой песней пробуя себя в новой роли, я создавал свой сценический образ. „Коллаж“ — репетиция. Альбом этюдов в преддверии спектакля. Собирая в кучу винегрет из хитов разных групп и исполнителей (Modern Talking, a-ha, George Michael, Gazebo, Eartha Kitt), я дал название альбому. „Коллаж“ — монтаж образов, песен.» — Сергей Минаев
«Шери бренди» — первая «переработанная» Сергеем композиция из репертуара Modern Talking. А перепевка «You’re a Woman» группы Bad Boys Blue (под названием «Юра — вумен, Вася — мэн») попала в «чёрный список» Министерства культуры СССР.

## Детали издания
Альбом распространялся самиздатом под различными названиями и с разным треклистом. В 2013 году был издан официально в формате ЦД.

### Издания Maschina Records
В 2019 году компанией Maschina Records совместно с европейской промо-группой La Disc-O-Teque Promotion был издан винил с отреставрированными записями Минаева 1985—1986 гг. (альбомы «Первые опыты» и «Коллаж») под названием «Коллаж! 12» версии". Данное издание впервые содержало полные версии песен.
В 2020 году были выпущены лимитированные издания на кассетах и на катушке. Издание на катушке выполнено в формате «19 скорость, 4 дорожки». Запись сделана на аппаратуре компании «Revox» с применением ленты отечественного производства «Славич», изготовленной из компонентов компании «ORWO», а также ленты компании RECORDING THE MASTERS, произведённой по технологии BASF во Франции.
В 2021 году была отреставрирована и выпущена на CD первоначальная версия альбома («нон-стоп альбом»).

## Список композиций
1. Студия рекорд — 1:33
2. Я в третий раз… — 0:51
3. Ты мой хлеб, моя соль — 3:52
4. Только у нас… — 0:16
5. Братец Луи — 4:10
6. Люба, братцы, Люба — 0:53
7. Студия Рекорд 2 — 0:45
8. Но прошли года — 5:11
9. Алешкина любоф — 0:56
10. Скрипка — 4:51
11. Say You Never — 2:00
12. Я слышу твой голос — 3:51
13. Досуга лучше в мире нету… — 0:41
14. Шопен — 4:17
15. Выходной — 0:23
16. Дядя Петя — 4:30
17. Толяна! Загоняй! — 1:00
18. Дискоклуб — 0:26
19. Ретро — 3:37
20. Как ни грустно, но приходит расставанье — 3:34[1][13]

### Виниловое издание «Коллаж! 12» версии"
Все тексты написаны Сергеем Минаевым.
| №  | Название                    | Оригинал                                         | Длительность |
| -- | --------------------------- | ------------------------------------------------ | ------------ |
| 1. | «Карнавал»                  | Movie Music - Stars de la Pub                    | 4:52         |
| 2. | «Ты - мой хлеб»             | Modern Talking - You're My Heart, You're My Soul | 3:53         |
| 3. | «Я слышу твой голос»        | Modern Talking - Atlantis Is Calling             | 3:51         |
| 4. | «Шерри бренди»              | Modern Talking - Cheri, Cheri Lady               | 3:46         |
| 5. | «Мне мой мир сегодня тесен» | Tina Turner - We Don’t Need Another Hero         | 4:24         |
| 6. | «Шопен»                     | Gazebo - I Like Chopin                           | 4:25         |

| №  | Название                               | Оригинал                                                | Длительность |
| -- | -------------------------------------- | ------------------------------------------------------- | ------------ |
| 1. | «Бангкок»                              | Robey - One Night In Bangkok (кавер-версия Murray Head) | 4:32         |
| 2. | «Братец Луи»                           | Modern Talking - Brother Louie                          | 4:22         |
| 3. | «Юра - вумэн, Вася - мэн»              | Bad Boys Blue - You're a Woman                          | 4:41         |
| 4. | «Тарзан»                               | Baltimora - Tarzan Boy                                  | 4:54         |
| 5. | «Я люблю проснуться летним утром рано» | Stevie Wonder - Part-Time Lover                         | 4:55         |

## Участники записи
- Сергей Минаев — вокал, аранжировки;
- Игорь Замараев — звукорежиссёр;

издание 2019 года
- Максим Кондрашов — реставрация, ремастеринг;
- Данил Масловский — дизайн;[2]

## Видеоклипы
| Год  | Название   |
| ---- | ---------- |
| 1985 | «Карнавал» |